# Kristianstads IK
Kristianstads IK – szwedzki klub hokeja na lodzie z siedzibą w Kristianstad.